# 金汝礪 (崇禎進士)
金汝砺（？年—？年），號太液，浙江杭州府仁和县人。明末政治人物。

## 生平
崇祯三年（1630年）庚午科应天府乡试第九十七名舉人，崇祯七年（1634年）甲戌科三甲五十四名进士，通政司观政，本年六月授福建海澄县知县，十五年行取，考选工科給事中。

## 家族
其曾祖父是金竹，曾担任京卫经历；祖父是金継承，为乡饮大宾；父则是金光祖。